# امپراتور دوآن زونگ
امپراتور دوآن زونگ (۱۲۶۸ – ۸ مه ۱۲۷۸) هشتمین امپراتور سونگ جنوبی بود که از ۱۲۷۶ تا ۱۲۷۸ میلادی سلطنت کرد. او در ۱۰ سالگی درگذشت.
برادر کوچکتر امپراتور دوآن زونگ - امپراتور گونگ زونگ - پیشتر در جریان حمله مغولان به هانگژو در ۱۲۷۶ میلادی اسیر شده بود. دوآن زونگ به همراه یکی از برادران کوچکش، امپراتور بینگ سونگ، به فوجیان گریخت و دولت سونگ را در فوژو احیا کرد. در ۱۲۷۸ نیروهای مغول موفق شدند آخرین خط دفاعی ارتش سونگ را درهم بشکنند و دوآن زونگ را مجبور به فرار کردند. دوآن زونگ با کمک کشتی‌های امپراتوری به گوانگ‌دونگ گریخت. او موقتاً در هنگ کنگ اقامت کرد.
در مارس ۱۲۷۸ با نزدیک‌شدن مغولان، امپراتور دوآن زونگ در تلاشی ناموفق برای فرار در دریا افتاد و نزدیک بود که غرق شود اما وی را نجات دادند. او چند ماه بعد در اثر بیماری ناشی از این واقعه درگذشت.
برادر کوچکترش - امپراتور بینگ سونگ - جانشین وی شد.